# ناحیه اشکام، شهرستان ایروکوی، ایلینوی
ناحیه اشکام (به انگلیسی: Ashkum Township) یک منطقهٔ مسکونی در ایالات متحده آمریکا است که در شهرستان ایروکوی، ایلینوی واقع شده‌است. ناحیه اشکام  ۲۰۵ متر بالاتر از سطح دریا واقع شده‌است.